# Hoogeveen
Hoogeveen és un municipi de la província de Drenthe, al nord-est dels Països Baixos. L'1 de gener del 2021 tenia 55.603 habitants repartits sobre una superfície de 129,22 km² (dels quals 1,53 km² corresponen a aigua).

## Centres de població
| Nucli           | Població | Nucli           | Població |
| --------------- | -------- | --------------- | -------- |
| Hoogeveen       | 38.389   | Nieuweroord     | 931      |
| Hollandscheveld | 4.318    | Nieuw Moscou    | 527      |
| Noordscheschut  | 1.989    | Tiendeveen      | 772      |
| Elim            | 2.425    | Fluitenberg     | 486      |
| Nieuwlande      | 1.361    | Stuifzand       | 631      |
| Pesse           | 1.780    | Industriegebied | 574      |

## Administració
El consistori actual, després de les eleccions municipals de 2022, és dirigit per Karel Loohuis (Partit del Treball). El consistori consta de 31 membres, compost per:
- Gemeentebelangen Hoogeveen e.o, 7 escons
- Crida Demòcrata Cristiana, (CDA) 6 escons
- Partit del Treball, (PvdA) 5 escons
- Partit Popular per la Llibertat i la Democràcia, (VVD) 3 escons
- ChristenUnie, 3 escons
- Partit Socialista (SP), 2 escons
- Fòrum per a la Democràcia (FvD), 2 escons
- Demòcrates 66, 1 escó
- Partit Polític Reformat (SGP), 1 escó
- Esquerra Verda (Països Baixos) (GroenLinks), 1 escó

## Agermanaments
- Martin, Eslovàquia